# Ronnet
Ronnet is een gemeente in het Franse departement Allier in de regio Auvergne-Rhône-Alpes en maakt deel uit van het arrondissement Montluçon. De gemeente telde 168 inwoners op 1 januari 2022.
Het dorp Ronnet heeft een oude Romaanse kerk. Er is een gemakswinkel en vlak buiten het dorp ligt een boerencamping.

## Geschiedenis
De gemeente maakte voor 2015 deel uit van het kanton Marcillat-en-Combraille tot het op 22 maart 2015 werd opgeheven en de gemeenten werden opgenomen in het kanton Montluçon-3.

## Geografie
De oppervlakte van Ronnet bedraagt 19,88 vierkante kilometer; Op 1 januari 2022 was de bevolkingsdichtheid 8,5 inwoners per km².
De onderstaande kaart toont de ligging van Ronnet met de belangrijkste infrastructuur en aangrenzende gemeenten.

## Demografie
Onderstaande figuur toont het verloop van het inwonertal.
Vanwege een beveiligingsprobleem met de MediaWiki Graph-software is het momenteel niet mogelijk deze grafiek weer te geven. Zodra de software is bijgewerkt zal de grafiek vanzelf weer zichtbaar worden.